# C6O4 (composto chimico)
C6O4 è il nome commerciale di una miscela multi-componente di diastereoisomeri del composto ammonio ((2,2,4,5-tetrafluoro-5-(trifluorometossi)-1,3-diossolan-4-il)ossi) difluoro acetato. Arpa Veneto classifica il composto come una sostanza perfluoroalchilica PFAS di nuova generazione.
Questo composto è stato trovato in quantità non basse nelle acque sotterranee della provincia di Vicenza fra Trissino, sede della Miteni, la ditta fallita che lo trattava, e la pianura di Creazzo, durante le campagne di analisi effettuate da ARPAV, mentre tracce di questo composto sono state osservate nel fiume Po.
Tracce di C6O4 sono state trovate anche nelle acque di falda superficiali (non nei pozzi per l’approvvigionamento idrico) intorno allo stabilimento di Spinetta Marengo ove viene prodotto a partire dal 2012 dalla Solvay in sostituzione del PFOA.
ECHA classifica il C6O4 come tossico per ingestione, corrosivo e biodegradabile. Non è classificato come infiammabile,  genotossico o cancerogeno.
Il sale ammonico del C6O4 viene utilizzato come ausiliario industriale nella produzione di fluoropolimeri. In un parere del 2014 l'Autorità europea per la sicurezza alimentare dichiara che non vi è alcun problema di sicurezza per il consumatore se la sostanza viene usata come ausiliario industriale durante la fabbricazione di fluoropolimeri.